# زنسویل (اوهایو)
زنسویل(به انگلیسی: Zanesville) شهری در ایالت اوهایو کشور ایالات متحده آمریکا است که جمعیت آن در سرشماری سال ۲۰۱۰ میلادی، ۲۵٬۴۸۷ نفر بوده‌است.